# Тонке, Вольфганг
Вольфганг Тонке  (нем. Dr. Wolfgang Thonke; 28 декабря 1938, Шнайдемюль — 22 января 2019, Штраусберг) — военный деятель ГДР, генерал-майор (1987). Служил военным лётчиком ВВС ННА 1-й категории (высшей категории), с общим налётом более чем 1500 лётных часов.

## Биография
Из семьи рабочего. В 1945 году семья бежала из Померании и нашла новую родину в Шимберге, а в 1956 году перебралась в Хайльбад-Хайлигенштадт (Тюрингия), где он закончил государственную гимназию с оценкой отлично.

### Прохождение службы
5 августа 1957 года вступил в Национальную народную армию (ННА) Германской Демократической Республики. В 1957—1959 годах проходил специальные курсы лётчиков в Военно-учебном заведении Каменц. В 1959 году вступил в СЕПГ.

### Обучение и первое назначение
По окончании офицерского училища младший лейтенант Тонке назначен лётчиком-инструктором в 15-й учебно-истребительный авиационный полк (нем. JAG-15, 15-й УИАП) на аэродроме Ротенбург (Верхняя Лужица).

### Служба преподавателем и штабным офицером
В 1957—1959 годах служил начальником воздушной стрельбы и тактики полёта. В 1970 году майор Тонке был назначен заместителем командира офицерского училища Каменц.
В 1970—1973 годах проходил обучение в Военной Академии ННА имени Фридриха Энгельса, которую окончил с отличием и особым дипломом министра обороны ГДР. В 1973—1975 годах служил командиром 1-го истребительного авиационного полка (нем. Kommandier Jagdfliegergeschwader 1, Kdr. JG-1).
В 1975—1977 годах Тонке проходил обучение в Академии Генерального штаба СССР. После возвращения в ГДР в качестве дипломированного военного учёного служил начальником отдела инспекции полётов в командовании ВВС/ПВО ННА, а потом начальником отдела боевой подготовки истребительной авиации ПВО. После того полковник Тонке назначен командующим истребительной авиацией ВВС/ПВО ННА.

### Служба генералом
В 1986 году Вольфгангу Тонке было поручено восстановить высшее училище лётчиков ВВС/ПВО (с 1989 года — Высшее офицерское училище ВВС/ПВО военных лётчиков имени Отто Лилиенталя), позже он стал первым начальником училища.
В связи с 38-й годовщиной ГДР полковнику Тонке было присвоено звание генерал-майора авиации. В 1989 стал кандидатом военных наук. Его последняя должность — заместитель командующего ВВС/ПВО ННА ГДР и начальник боевой подготовки ВВС. Он оставался на этом посту вплоть до отставки 30 сентября 1990 года.
Являлся членом Общества лётчиков Штраусберга (нем. Fliegerstammtisch Strausberg).
Продвижение
- 5 августа 1957 курсант
- 1 декабря 1959 младший лейтенант
- 1 ноября 1960 лейтенант
- 7 октября 1962 старший лейтенант
- 7 октября 1965 капитан
- 1 марта 1969 майор
- 1 марта 1973 подполковник
- 1 марта 1978 полковник
- 7 октября 1987 генерал-майор авиации

## Избранные награды
- Орден Заслуг перед Отечеством в бронзе
- Военный орден «За заслуги перед народом и Отечеством» в серебре и бронзе
- Почётное звание «Заслуженный военный лётчик ГДР»
- Медаль «За заслуги» Национальной Народной Армии ГДР в золоте, серебре и бронзе
- Meдаль «Братство по оружию» ННА ГДР в серебре
- Медаль «За укрепление боевого содружества»
- Медаль «За долголетнюю безупречную службу в ННА» ГДР

## Личная жизнь
Др. Вольфганг Тонке работал свободным журналистом c 1990 года. Жил в Штраусберге, где он умер 22 января 2019 года. Он похоронен на Санкт-Мариен кладбище в Штраусберге. У Вольфганга Тонке и его жены Карин было трое детей.